# Global Business Network
Global Business Network (GBN) fue una empresa de consultoría que brindaba asesoramiento sobre planificación de escenarios a empresas, organizaciones sin fines de lucro y gobiernos.
Originalmente fue una empresa independiente, sin embargo, pasó a formar parte de Monitor Group en 2000, que a su vez fue adquirida por Deloitte. GBN tenía su sede en Emeryville, California,y oficinas en la ciudad de Nueva York, Londres y Cambridge, Massachusetts.

## Historia
Fue fundada en Berkeley, California, en 1987 por un grupo de empresarios entre los que se encontraban Peter Schwartz, Jay Ogilvy, Stewart Brand, Napier Collyns y Lawrence Wilkinson. La empresa creció hasta incluir un grupo central de "miembros de práctica" y más de cien miembros individuales de la red (o "RP") de una variedad de campos diferentes, como el editor de Wired Kevin Kelly, el experto en redes sociales Clay Shirky, la antropóloga Mary Catherine Bateson, el economista Aidan Eyakuze, el músico Brian Eno, el biotecnólogo Rob Carlson y el estudioso de China Orville Schell.
En 1998, The Economist informó que GBN tenía casi 100 clientes, "desde empresas de primera línea como IBM y AT&T hasta el gobierno de Singapur y la Asociación Nacional de Educación". En ese momento, pagaron suscripciones anuales de 35.000 dólares cada una para convertirse en miembros de la comunidad GBN; por una suma adicional, recibieron una planificación de escenarios personalizada. Como parte de la comunidad GBN, recibieron exposición a la red de expertos, fueron invitados a talleres y reuniones interactivas para explorar tendencias emergentes y futuros alternativos, al tiempo que obtuvieron acceso a seminarios de capacitación, un sitio web privado y el Club de lectura GBN, que ofrece una selección de literatura sobre números futuros cada mes. GBN fue adquirida por Monitor en 2000,y pronto dejó de ofrecer este servicio de membresía, concentrándose en cambio en consultoría y capacitación basada en escenarios.
Antes de GBN, Peter Schwartz había trabajado en SRI International como director del Centro Estratégico de Medio Ambiente; A continuación, ocupó el puesto de jefe de planificación de escenarios en Royal Dutch/Shell, de 1982 a 1986, donde continuó el trabajo pionero de Pierre Wack en el campo de la planificación de escenarios.
GBN dejó de ser una entidad activa tras la adquisición de Monitor Group por Deloitte en enero de 2013.

## Planificación de escenarios
A diferencia de la previsión, que extrapola tendencias pasadas y presentes para predecir el futuro, la planificación de escenarios es un proceso para explorar futuros alternativos, plausibles y posibles y lo que podrían significar para las estrategias, políticas y decisiones. La planificación de escenarios fue utilizada por primera vez por los militares en la Segunda Guerra Mundial y luego por Herman Kahn en RAND ("Thinking the Unthinkable") durante la Guerra Fría, antes de ser adaptada para informar la estrategia corporativa por Pierre Wack y otros estrategas comerciales de Royal Dutch/Shell. en los 1970s. Por eso, la planificación de escenarios a menudo se denomina "método Shell". Los principios clave de la planificación de escenarios incluyen pensar desde afuera hacia adentro sobre las fuerzas en el entorno contextual que están impulsando el cambio, involucrar múltiples perspectivas para identificar e interpretar esas fuerzas y adoptar una visión a largo plazo.

## Informes
En 2004, hubo una atención generalizada de los medios de comunicación sobre un informe que GBN preparó para el Departamento de Defensa de los Estados Unidos que predecía "sequías mortales en gran parte de Europa, guerra nuclear entre Pakistán e India por el suministro de agua potable, conflicto entre China y Estados Unidos". sobre el petróleo saudí y un mar interior en el Valle Central de California".

## Otras lecturas
- Schwartz, Peter (1991). The Art of the Long View. Doubleday/Currency. ISBN 0-385-26731-2.

- Datos: Q5570157